# Johan Eklöf
Johan Alfred Eklöf, född 21 april 1875 i Maria Magdalena församling i Stockholm, död 17 mars 1948 i Täby församling, var en svensk skådespelare.

## Biografi
Eklöf började sin teaterbana vid Eldoradoteaterns i Oslos balett, genomgick därefter Kungl. Dramatiska Teaterns elevskola. Han var engagerad vid Emil van der Ostens stora dramatiska sällskap 1898, vid olika dramatiska sällskap till 1909, då systern, Sigrid Eklöf-Trobäck, startade ett opera- och operettsällskap. Eklöf var engagerad vid detta sällskap i 30 år och gjorde där ett stort antal roller. Han har även haft ett eget teatersällskap under namn Operettournen. Eklöf inträdde i filmbranschen 1938.
Eklöf var gift med skådespelerskan Signe Rydberg.

## Filmografi
- 1938 – Med folket för fosterlandet
- 1938 – Storm över skären
- 1939 – En enda natt
- 1940 – Stål

## Teater

### Roller
| År   | Roll                                     | Produktion                                                                                        | Regi                 | Teater             |
| ---- | ---------------------------------------- | ------------------------------------------------------------------------------------------------- | -------------------- | ------------------ |
| 1908 | Ångbåtsbefälhavare Sandbergh             | Sten Stensson Stéen från Eslöf John Wigforss                                                      | Carl Wallin          | Johan Eklöf-turnén |
| 1908 | Lantbrukare Andersson                    | I mobiliseringstider Gustav von Moser                                                             | Carl Wallin          | Johan Eklöf-turnén |
| 1920 |                                          | Kolingar på villovägar (Robert und Bertram oder Die lustigen Vagabunden) Gustav Raeder            |                      | Mindre Teatern     |
| 1920 |                                          | Andersson, Pettersson och Lundström Frans Hodell                                                  |                      | Mindre Teatern     |
| 1921 | Medverkande                              | Fågel Fenix land, revy                                                                            |                      | Mindre Teatern     |
| 1922 |                                          | Tatlows hemlighet (The Middleman) Henry Arthur Jones                                              | Albert Ståhl         | Centralteatern     |
| 1922 |                                          | Sabinskornas bortrövande (Der Raub des Sabinerinnen) Franz och Paul von Schönthan                 | Albert Ståhl         | Centralteatern     |
| 1922 | Emile, kalfaktor                         | Två man om en änka (Der Regementspapa) Victor Hollaender, Heinrich Storbitzer och Richard Kessler | Sigrid Eklöf-Trobäck | Centraloperetten   |
| 1922 | Foulard, teaterdirektör Loriot, brigadör | Lilla helgonet (Mam'zelle Nitouche) Hervé, Henri Meilhac och Albert Millaud                       | Sigrid Eklöf-Trobäck | Centraloperetten   |
| 1922 | Emile, kalfaktor                         | Två man om en änka (Der Regementspapa) Victor Hollaender, Heinrich Storbitzer och Richard Kessler | Johan Eklöf          | 111:ans Folkteater |

### Regi
| År   | Produktion                           | Upphovsmän                                                 | Teater             |
| ---- | ------------------------------------ | ---------------------------------------------------------- | ------------------ |
| 1922 | Två man om en änka Der Regementspapa | Victor Hollaender, Heinrich Storbitzer och Richard Kessler | 111:ans Folkteater |